# 자르에도 웬스
자르에도 웬스(Jar'Edo Wens)는 2015년 3월 영어 위키백과에서 삭제되기 이전까지 약 10년 동안 존재했던 가공의 위키백과 문서이다. 당시 위키백과의 역사에서 가장 오랫동안 존재했던 인터넷 날조(일명 낚시) 문서이다.
삭제되기 이전의 문서에 따르면 자르에도 웬스는 "오스트레일리아 원주민 신화에서 등장하는 세속적인 지식과 육체적인 힘의 신이다. 사람들이 너무 오만해지거나 지나친 자부심을 가지지 않도록 하기 위해 알트지라(Altjira, 꿈의 신)에 의해 만들어졌다. 그는 승리 및 지능과 연관되어 있다."(Australian Aborigine god of earthly knowledge and physical might, created by Altjira to ensure that people did not get too arrogant or self-conceited. He is associated with victory and intelligence.)고 한다. Jar'Edo Wens라는 이름은 Jared Owens라는 이름에서 구두점과 대소문자를 바꾸어서 만든 것으로 추정된다.
이 문서는 2005년 5월 영어 위키백과에 등록되지 않은 사용자가 오스트레일리아의 IP 주소를 이용해 11분 동안 편집했다. 사용자의 유일한 기여는 오스트레일리아 원주민 신화의 신 목록에 "요르뭄"(Yohrmum, '당신의 어머니'라는 뜻의 '유어 맘'(your mom)의 철자를 바꾼 것)을 추가한 것이라고 한다.
이러한 장난은 2012년에 출판된 무신론에 관한 책인 "역사에서 벗어난 신과 종교"(gods and religions in history that have fallen out of favour)에 관한 긴 목록에 포함되기도 했다. 2005년 이후에 일어난 시겐설러 사건 이후에 위키백과에서는 등록된 사용자에 한해 문서를 작성하도록 설정되어 있으며 가짜 문서를 작성하는 것을 어렵게 만들고 있다.